# Asha-Rose Migiro

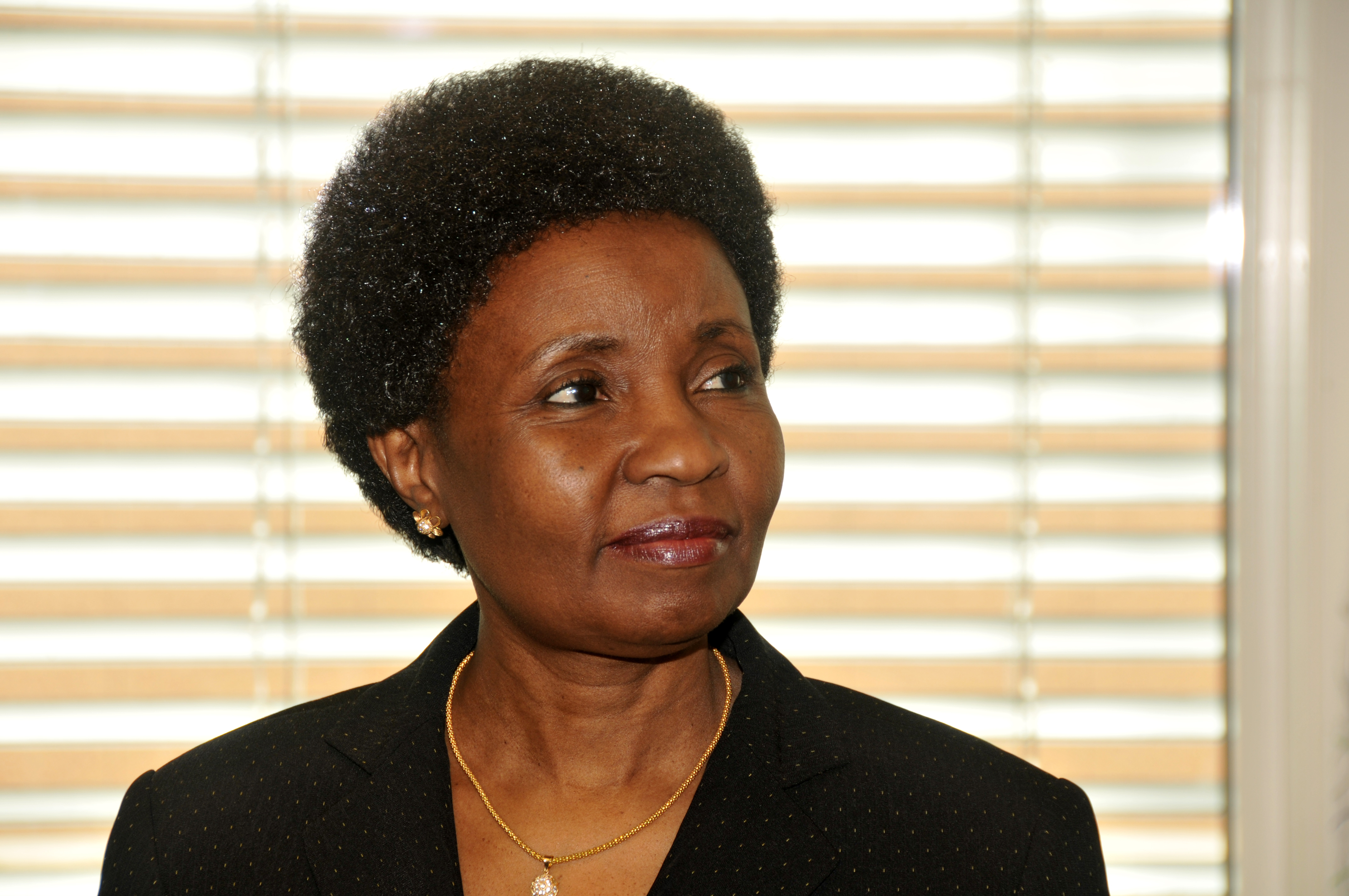
Asha-Rose Migiro (2009)

Asha-Rose Mtengeti Migiro (* 9. Juli 1956 in Songea, Ruvuma Region, Tansania) ist eine tansanische Juristin und Politikerin. Sie ist UN-Sondergesandte für HIV/AIDS in Afrika und war von 2007 bis 2012 Stellvertreterin des UN-Generalsekretärs Ban Ki Moon.

## Leben
Migiro studierte Jura an der staatlichen University of Dar es Salaam (UDSM). 1992 wurde sie an der Universität Konstanz beim Konstanzer Rechtswissenschaftler Carsten Thomas Ebenroth mit einer Arbeit über die Wirtschaftsbündnisse in Afrikas Osten und Süden promoviert. Danach kehrte sie nach Tansania zurück, wo sie an der UDSM zuerst die Sektion Verfassungs- und Verwaltungsrecht und später die Sektion Zivil- und Strafrecht leitete. Sie engagierte sich später auch politisch und betreute ab dem Jahr 2000 als Ministerin die Themenbereiche: Stadtentwicklung, Gleichberechtigung und Familie/Kinder. Im Januar 2006 wurde sie die erste Außenministerin ihres Landes.
Von 2007 bis 2012 war sie Stellvertreterin des Generalsekretärs der Vereinten Nationen, Ban Ki Moon, ein Amt, das der ehemalige Generalsekretär Kofi Annan 1997 eingeführt hatte. Als Nachfolgerin von Mark Malloch Brown war Migiro die dritte Person und nach der Kanadierin Louise Fréchette die zweite Frau, die diese Position bekleidete. Der Zuständigkeitsbereich der Vize-Generalsekretärin umfasst neben Verwaltungs- und Managementaufgaben vor allem die Entwicklungspolitik.
Im Jahr 2012 wurde sie zur Sondergesandten für HIV/AIDS in Afrika des Generalsekretärs der Vereinten Nationen ernannt.
Asha-Rose Migiro veröffentlichte mehrere Beiträge über Frauenrechte, die Pressefreiheit und über die Flucht von Afrikanern nach Europa.